# شهرستان واپلو (آیووا)
شهرستان واپلو، آیووا (به انگلیسی: Wapello County, Iowa) شهرستانی در ایالات متحده آمریکا است که در آیووا واقع شده‌است.

## خصوصیات
شهرستان واپلو ۱٬۱۲۹٫۲۴ کیلومترمربع مساحت دارد.